# Ḩājjī Hemmatlū
Ḩājjī Hemmatlū (persiska: حاجی همت لو) är en ort i Iran.   Den ligger i provinsen Östazarbaijan, i den nordvästra delen av landet, 400 km nordväst om huvudstaden Teheran. Ḩājjī Hemmatlū ligger 1 706 meter över havet och antalet invånare är 183.
Terrängen runt Ḩājjī Hemmatlū är huvudsakligen kuperad, men norrut är den bergig. Runt Ḩājjī Hemmatlū är det ganska glesbefolkat, med 40 invånare per kvadratkilometer. Närmaste större samhälle är Tark, 5,9 km söder om Ḩājjī Hemmatlū. Trakten runt Ḩājjī Hemmatlū består i huvudsak av gräsmarker.